# Ali Kemal Başaran
Ali Kemal Başaran (* 27. November 1992 in Trabzon) ist ein türkischer Fußballspieler.

## Karriere
Başaran durchlief er die Jugendabteilung von Akçaabat Sebatspor, ehe er im Sommer 2011 mit einem Profivertrag ausgestattet in den Kader der 1. Männer aufgenommen wurde. In seiner ersten Saison absolvierte er bis zum Saisonende 24 Ligaspiele und stieg mit seiner Mannschaft von der TFF 3. Lig in die regionale Amateurliga ab. Nach dem Abstieg verließ Başaran Sebatspor und wechselte Arsinspor.
Im Sommer 2013 heuerte er beim Zweitligisten 1461 Trabzon an. Im Januar 2015 wechselte er innerhalb der Liga zu Turgutluspor und von hier aus eine halbe Saison später zum Viertligisten Kızılcabölükspor. Zahlreiche Stationen folgten, die längste Zeit darunter verbrachte er bei Malatya Yeşilyurt Belediyespor.